# Les Trois-Moutiers
Les Trois-Moutiers ist eine französische Gemeinde mit 1.082 Einwohnern (Stand: 1. Januar 2022) im Département Vienne in der Region Nouvelle-Aquitaine; sie gehört zum Arrondissement Châtellerault und zum Kanton Loudun (bis 2015: Kanton Les Trois-Moutiers).

## Geographie
Les Trois-Moutiers liegt etwa 23 Kilometer südsüdöstlich von Saumur. Nachbargemeinden von Les Trois-Moutiers sind Morton und Raslay im Norden, Roiffé im Nordosten, Bournand im Osten, Loudun im Südosten, Mouterre-Silly im Süden, Curçay-sur-Dive im Süden und Südwesten, Ternay im Südwesten, Berrie im Westen sowie Saint-Léger-de-Montbrillais im Westen und Nordwesten.

## Bevölkerungsentwicklung
| Jahr                      | 1962 | 1968 | 1975 | 1982 | 1990 | 1999 | 2006 | 2013 |
| Einwohner                 | 1083 | 1002 | 869  | 847  | 899  | 927  | 956  | 1096 |
| Quelle: Cassini und INSEE |      |      |      |      |      |      |      |      |

## Sehenswürdigkeiten
- Butte de Saint-Drémont
- Dolmen von Vaon, seit 1957 Monument historique[2]
- Dolmen Bernazay, seit 1956 Monument historique[3]
- Dolmen Roche Vernaize, seit 1957 Monument historique[4]
- Menhir von Corçu, seit 1957 Monument historique[5]
- frühere Kirche Notre-Dame, heute Wohnhaus
- Kirche Saint-Pierre in Bernazay aus dem 11. Jahrhundert
- Schloss Lantray
- Schloss La Roche Vernaize
- Herrenhaus Champdoiseau aus dem 15. Jahrhundert, Monument historique seit 1929[6]
- Ruine des Schlosses La Mothe-Chandeniers
- Windmühle von Le Gué-Sainte-Marie aus dem 19. Jahrhundert
- Mühle von Barouze aus dem 15. Jahrhundert

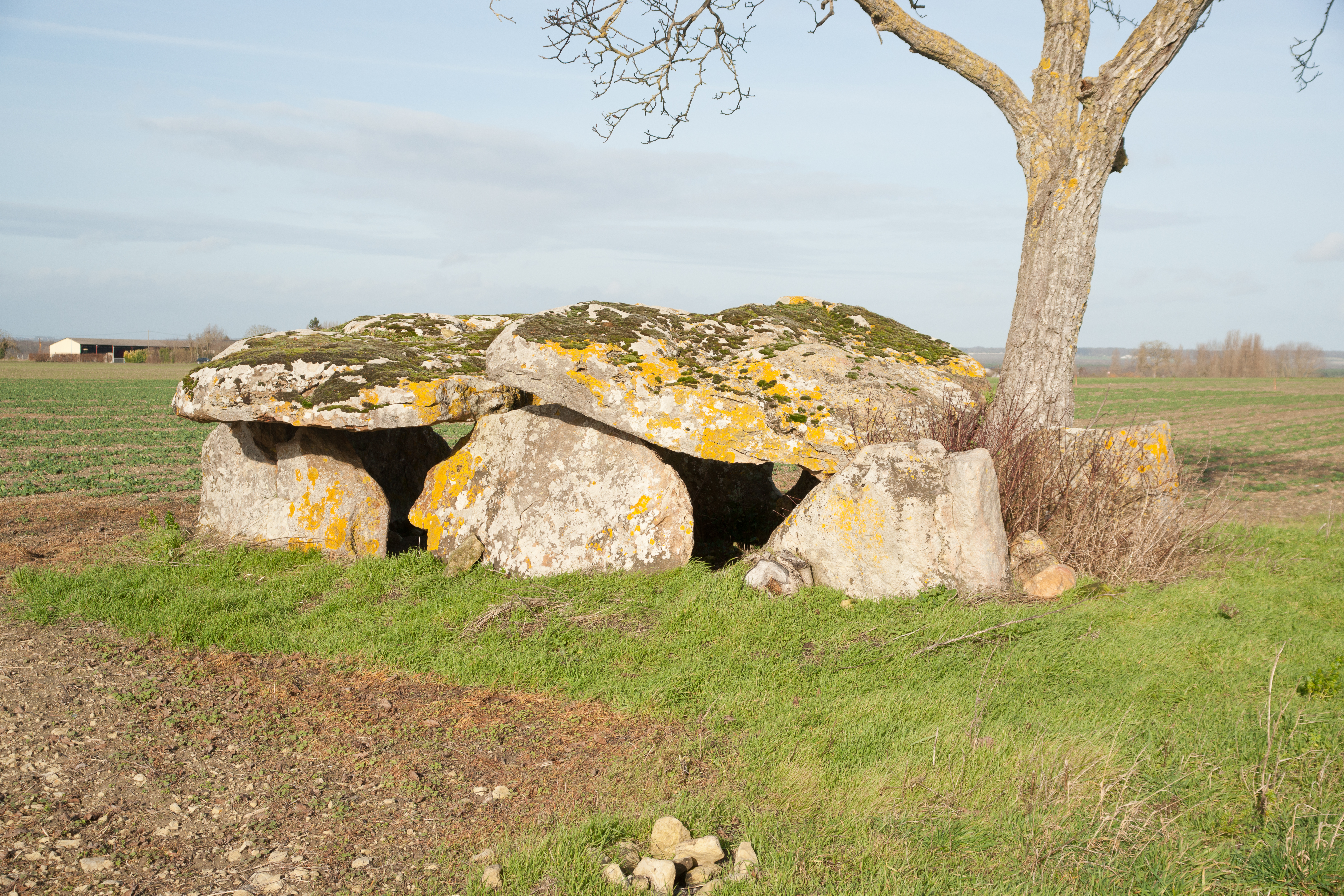
Dolmen Vaon
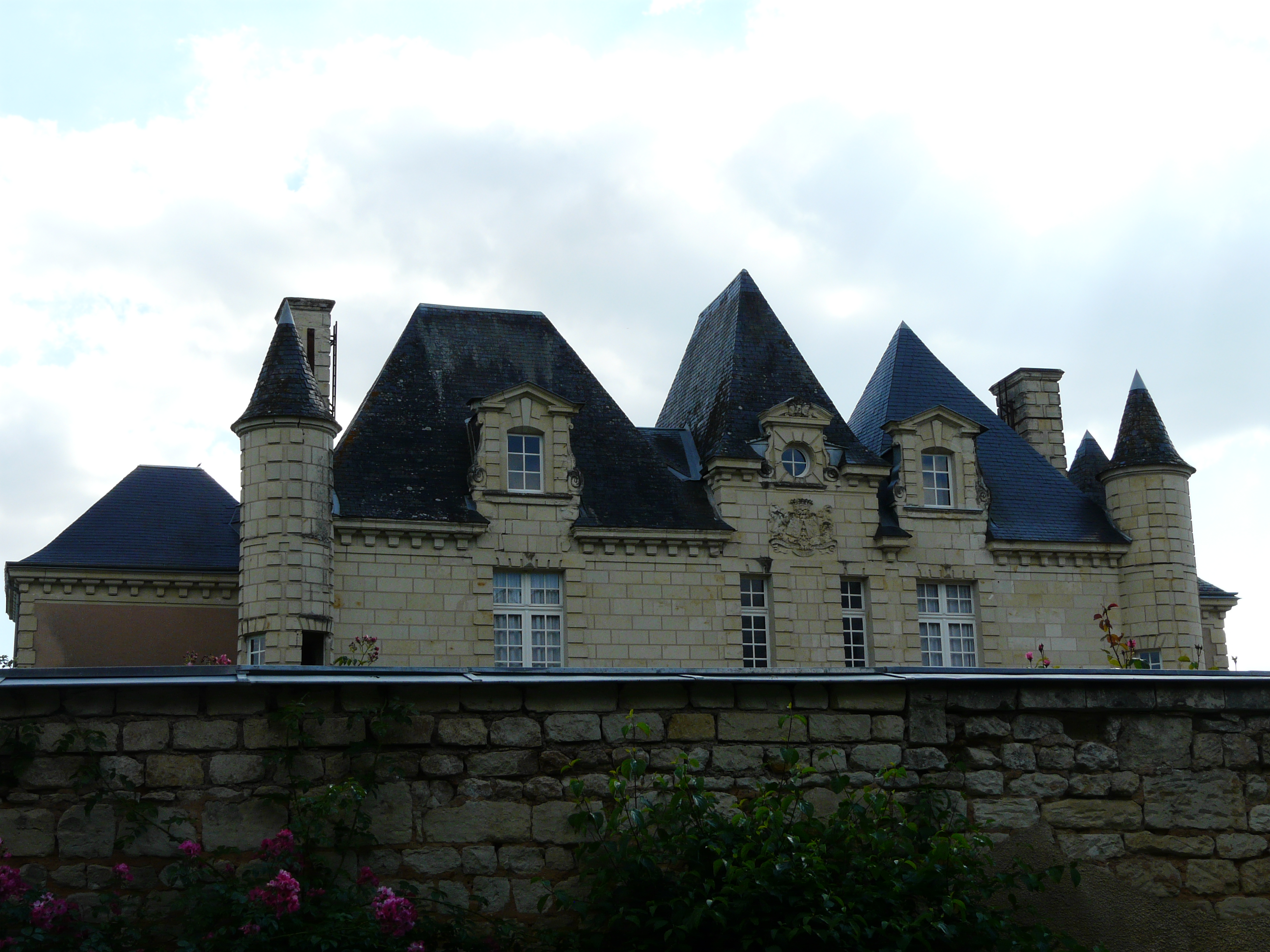
Schloss Le Roche Vernaize
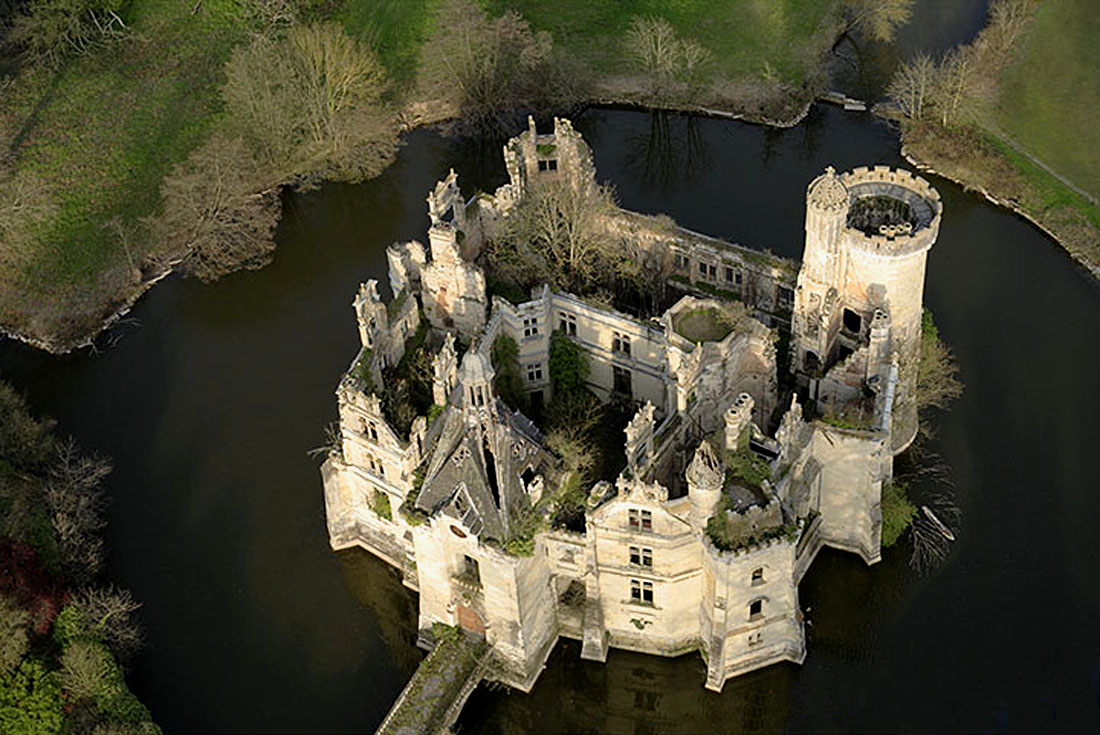
Ruine La Mothe-Chandeniers
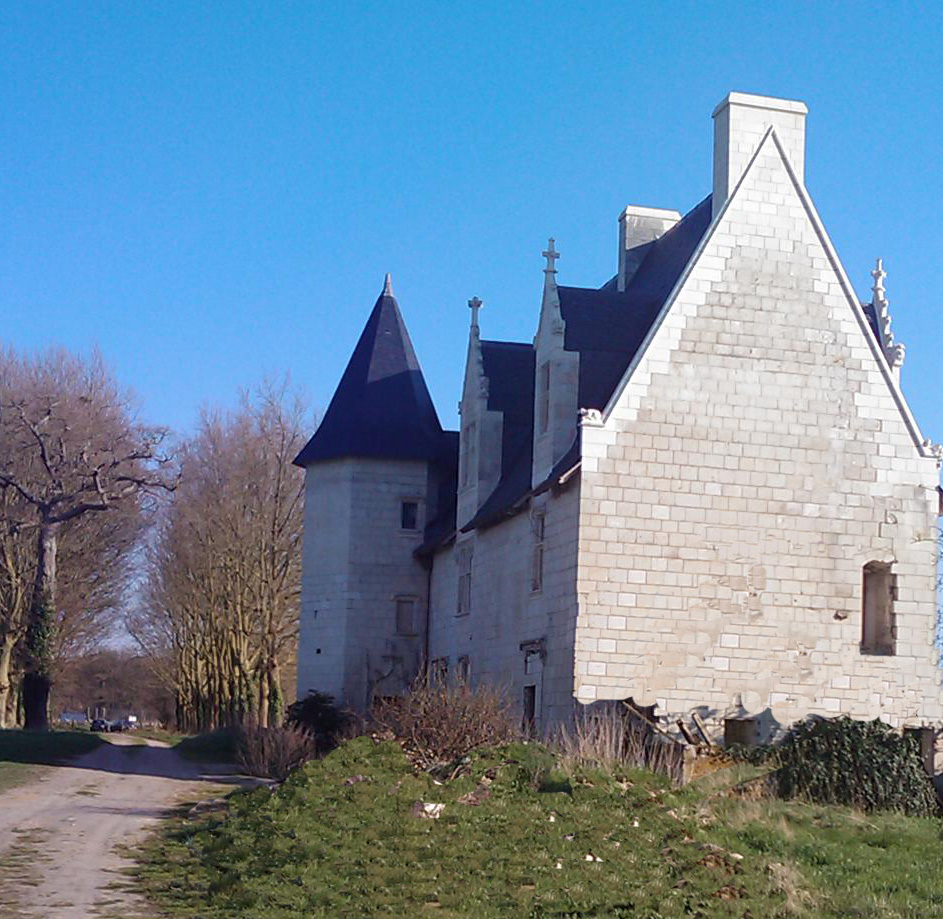
Herrenhaus Champdoiseau
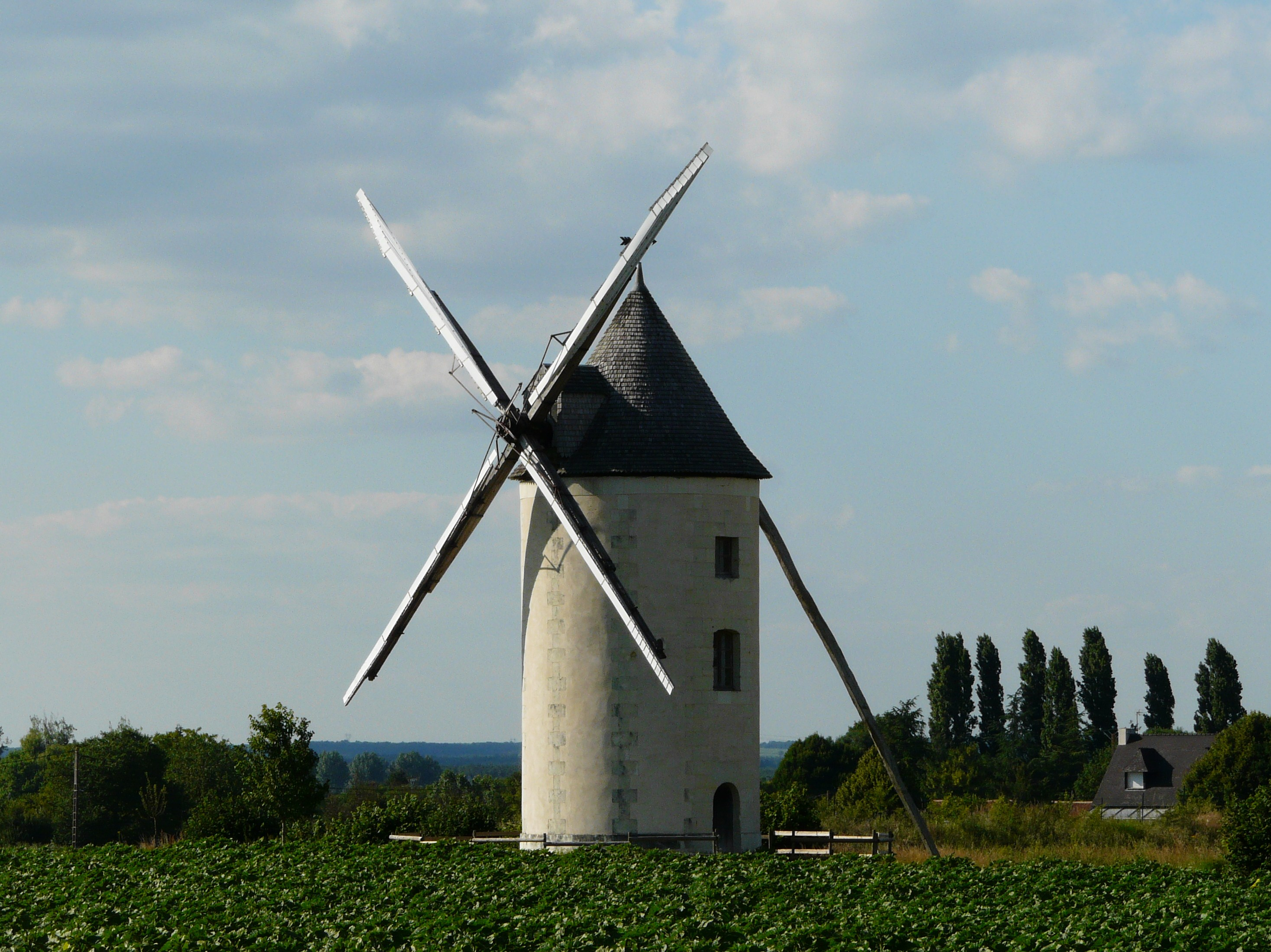
Windmühle Le Gué-Sainte-Marie

## Weinbau
Der Ort gehört zum Weinbaugebiet Anjou.

## Persönlichkeiten
- Simon Canuel (1767–1840), Divisionsgeneral